# Ardagh (Limerick)
Ardagh (irisch Ardach) ist ein Ort im irischen County Limerick. Die Einwohnerzahl von Ardagh wurde bei der Volkszählung 2022 mit 273 Personen ermittelt.

## Lage
Ardagh liegt etwa 32 Kilometer westsüdwestlich von Limerick City. 
Im Ort kreuzen sich die R521 von Newcastle West nach Foynes und die R523 von Rathkeale nach Athea und Listowel. 

## Geschichte
1867 griffen etwa 40 Männer die Kaserne der Royal Irish Constabulary an. Sie wurden jedoch zurückgeschlagen.
1868 fand ein Junge auf dem Gelände des Reerasta Rath (auch: Ardagh Fort) den sog. Hort von Ardagh, bestehend aus mehreren Fibeln und einem verzierten Bronzekelch. Der Fund befindet sich heute im Irischen Nationalmuseum.